# أحمد شكري (ممثل)

أحمد شكري (ممثل) 1901 - 1971

أحمد شكري (بالإنجليزية: Ahmed Shokry) ممثل مصري من مواليد 1901 لمع في الإذاعة المصرية لصوته المميز. بدأ في السينما في عمر متقدم لذلك كان دائماً يقوم بدور الموظف الكبير السن البيروقراطي، علق بصوته في بداية فيلم «بين السماء والأرض» للمخرج صلاح أبو سيف عام 1959. مثل في عدة أفلام أبرزها دوره كلاعب طاوله في فيلم «مافيش تفاهم» للمخرج حلمي حليم عام 1961. قام بكتابة القصة والسيناريو والحوار. توفى في عام 1971 عن عمر يناهز 70 سنة.

## أعماله في التأليف
تأليف مسلسلات إذاعية: مذكرات المرحوم – جوزك يا هانم – الضحية – ابله شوشو.
تأليف للسينما: وادي النجوم (1943) – الحب الأول (1945) – دنيا (1946) – النائب العام (1946) – عدل السماء (1948) – جواهر (1949) – الزهور الفاتنة (1952) – بداية ونهاية (1960) – دماء على النيل (1961) – النصاب (1961).
تأليف للتلفزيون: سهرة تلفزيونية «جوزك يا ست هانم» عام 1963 – مسلسل تلفزيوني «نوادر جحا» عام 1963.

## أعماله في التمثيل للسينما
فيلم «العزيمة» للمخرج كمال سليم عام 1939.
فيلم «سي عمر» للمخرج نيازي مصطفى عام 1941، قام بدور المنجم الهندي.
فيلم «بداية ونهاية» للمخرج صلاح أبو سيف عام 1960.
فيلم «مافيش تفاهم» للمخرج عاطف سالم عام 1961، قام بدور «أبو الفتوح».
فيلم «موعد في البرج» للمخرج عز الدين ذو الفقار عام 1962، قام بدور الراوي.
فيلم «مراتي مجنونة مجنونة مجنونة» للمخرج حلمي حليم عام 1968.
فيلم «القضية 68» للمخرج صلاح أبو سيف عام 1968، قام بدور الموظف السابق «ثابت عاشور».
فيلم «شيء من الخوف» للمخرج حسين كمال عام 1969، قام بدور الشيخ عبد التواب المأذون.

## وصلا خارجية
- أحمد شكري على موقع السينما
- أحمد شكري على موقع دهليز
- أحمد شكري على موقع IMDB
- أحمد شكري على موقع كاروهات